# 莫杰斯特·穆索尔斯基
莫杰斯特·彼得罗维奇·穆索尔斯基（羅馬化：Modest Petrovich Musorgskiy；1839年3月21日［儒略曆3月9日］—1881年3月28日［儒略曆3月16日］），俄罗斯作曲家。他以歌剧《鲍里斯·戈东诺夫》和钢琴组曲《展览会之画》著名。他与鲍罗丁、林姆斯基·高沙可夫、庫宜以及巴拉基列夫组成「强力集团」或稱「俄國五人組」，被认为是19世纪典型的俄罗斯本土作曲家。穆索尔斯基早逝，其身后留下很多未完成或未配器的作品，由林姆斯基·高沙可夫、格拉祖诺夫以及拉威尔等人补充完成。

## 生平
穆索尔斯基是普斯科夫一富有地主最小的儿子，他自幼从母亲学习钢琴。7岁的时候穆索尔斯基已能演奏李斯特的小品。1852年他进入圣彼得堡军事学院学习，当时他非常喜欢历史和哲学。也就是这时，穆索尔斯基开始创作自己的音乐作品，并开始在安东·赫克（Anton Gerke）底下学习钢琴，而穆索尔斯基的第一部作品《陆军准尉波尔卡》也是在赫克帮助下出版的。在他宗教老师Pater Krupski的鼓励下，穆索尔斯基开始研究俄罗斯宗教音乐。

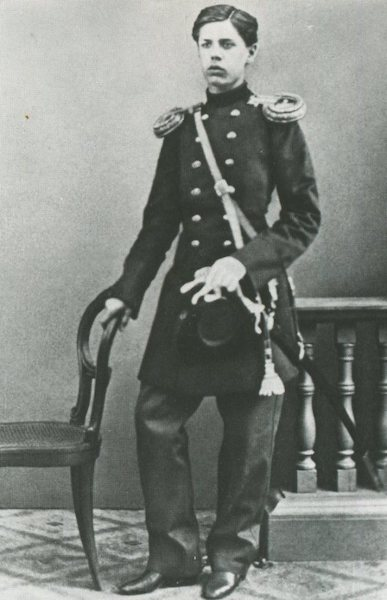
在军校时的穆索尔斯基，约1856年

1856年穆索尔斯基离开军校出任禁卫团少尉一职。在那里他遇上了比他大三岁的巴拉基列夫，并且终于接受到正式的音乐教育-研习贝多芬，舒伯特和舒曼的作品。1858年7月17日穆索尔斯基离开禁卫团，但一直和巴拉基列夫保持联系。
1859年的莫斯科之行使得他立志成为一位俄国人民的作曲家。1861年俄罗斯实行的农奴制改革使得他的家庭一落千丈，穆索尔斯基不得不回乡，用两年时间帮助兄弟管理家庭财务。也是出于财政上的困难，穆索尔斯基只得违愿地到沙皇底下供职。1863年他被任命为内政部工程科的联络员。1866年他获得了一次升迁，但很快在1867年5月10日就被辞退。在这段时间，他和另外四位年轻人过行甚密：巴拉基列夫、鲍罗丁、李姆斯基—科薩科夫。他们讨论艺术，研究哲学和评议政治。五个人自称强力集团或五人团。
除了巴拉基列夫，其他四个都是“音乐爱好者”，并非职业作曲家。但他们反对学术垄断，提倡俄国的音乐应建立在俄国的民族之上。可惜当时的俄国民众并未对此表现出理解和支持，以致这一理想未能遂终。
离职后，穆索尔斯基搬回到农村的兄弟家里，并且开始创作管弦乐曲。名作《荒山之夜》就是出自于这时期。后来，穆索尔斯基又搬回到圣彼得堡，并开始着手改编普希金同名戏剧《鲍里斯·戈东诺夫》。1869年1月2日他重操旧职，这次他就职于内政部林业科。其他因素都稳定下来后，穆索尔斯基迅速编写歌剧，第一稿在同年12月完成。但歌剧却被马林斯基剧院退回，穆索尔斯基只得对它作大幅的修改。修改版于1872年7月完成。这一版也没让穆索尔斯基获得成功。但是在一次由一些歌手发起的义演中，歌剧中的三场却获得了很高的评价。这一成功也使得马林斯基的经理对歌剧另眼相待。
1877年3到4月他还为阿列克赛·康斯坦丁诺维奇·托尔斯泰的诗作创作了一系列歌曲，在这些歌曲中可看到他风格技巧的转变，抒情的曲调和朗诵的演唱结合在一起。
1874年2月8日，歌剧《鲍里斯·戈东诺夫》首演。但也正是此时，穆索尔斯基开始酗酒，他自己也发觉自己有痴呆的征兆。但暂时他还能够在公职那里保住生计。
1874年6月穆索尔斯基写下钢琴组曲《展览会之画》，灵感来自于一次画作展览会，会上的作品是由穆索尔斯基一位已逝世的朋友维克托·阿里山大罗维奇·哈特曼所画。同时他写下了声乐组曲《暗无天日》，这是根据高里尼舍切夫-库图佐夫的故事创作的。
1878年他被调到检验科工作。在那里他遇上了一位仁慈的上司，让他和列昂诺娃（Altistin Daria Leonowa）到乌克兰，克里米亚和顿河还有伏尔加河那进行了三个月的音乐之旅。
1880年1月3日穆索尔斯基因酒瘾被政府部门辞退，他有条件地获得了100卢布离职金，条件就是他要完成歌剧《霍宛斯基党人之乱》。但这部《霍宛斯基党人之乱》和歌剧《索罗钦集市》最后都未能被完成。

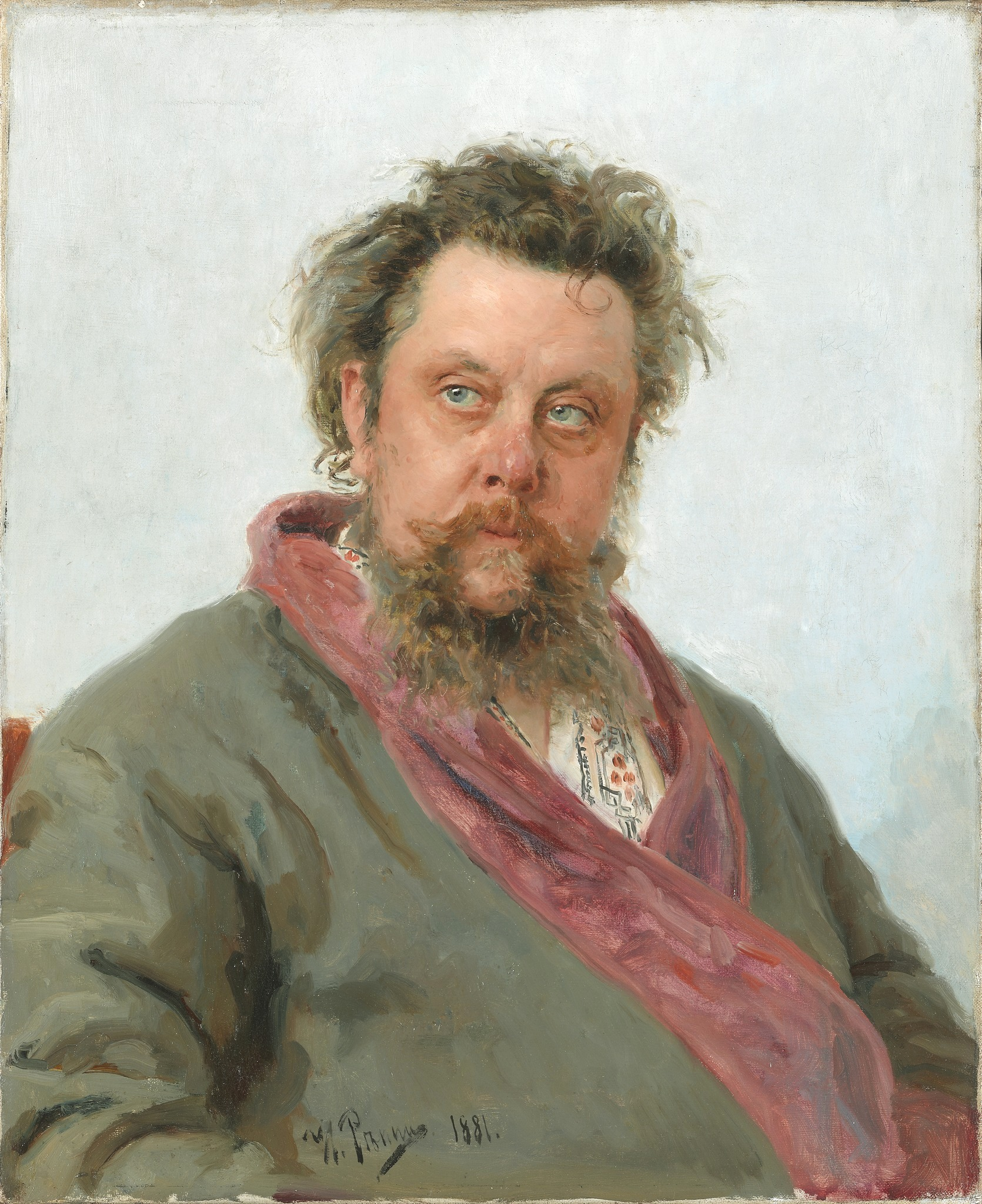
逝世前夕的穆索斯基，伊利亚·列宾作品

在他生命的最后一年，他与列昂诺娃一起。穆索尔斯基在列昂诺娃在圣彼得堡建立的音乐学校中教授音乐理论。1881年2月23日他再一次拜访列昂诺娃，但是显得神情绝望。当晚他癫痫发作，三天后，即2月26日被送到尼古拉耶夫斯基医院。3月中病情有起色，但他还是在当月28日逝世了。穆索尔斯基被葬于圣彼得堡亚历山大·涅夫斯基修道院。

## 作品
穆索尔斯基大部分作品都未完成，经其他作曲家的改编和配器下才得以与大众见面。
- 交響樂《荒山之夜》
- 歌剧《霍宛斯基党人之乱》
- 歌剧《鲍里斯·戈东诺夫》
- 歌剧《索罗钦集市（英语：The Fair at Sorochyntsi）》
- 钢琴组曲《展览会之画》
- 声乐组曲《暗无天日（英语：Sunless (song cycle)）》
- 声乐组曲《育儿室（英语：The Nursery）》
- 声乐组曲《死之歌舞（英语：Songs and Dances of Death）》
- 其他共65首歌曲

## 引言
「音乐是用于沟通，而非自娱自乐。」这一理念体现在他[指穆索尔斯基]的所有创造性的作品之中。他确信，人声服从乐理，就此出发，他看到了音乐并非单是感觉的再现，而是人类语言的再现。

## 其他
穆索尔斯基的肖像被印到了现在俄国硬币（由金属钯所制）上。